# فابریس کولا
فابریس کولا (فرانسوی: Fabrice Colas‎؛ زادهٔ ۲۱ ژوئیهٔ ۱۹۶۴) دوچرخه‌سوار اهل فرانسه است.
وی در مسابقات کشوری و بین‌المللی در مجموع برندهٔ ۱ مدال برنز شده‌است.